# Sapotier blanc
Casimiroa edulis, Pommier mexicain
Espèce
Classification phylogénétique
Le sapotier blanc ou pommier mexicain (Casimiroa edulis) est une espèce d'arbre à feuillage persistant de la famille des Rutaceae, originaire de l'est du Mexique et de l'Amérique centrale jusqu'au Costa Rica au Sud.
Les arbres adultes mesurent de 5 à 16 m de hauteur et sont à feuillage persistant. Les feuilles sont alternes, palmées, à 3 à 5 folioles, les folioles mesurent 6 à 13 cm de long et 2,5 à 5 cm de large avec un bord entier et le pétiole fait de 10 à 15 cm de long. Le fruit, la sapote blanche, est une drupe ovoïde, de 5 à 10 cm de diamètre, avec une peau fine, non comestible, passant du vert au jaune à maturité, et une pulpe comestible, qui peut aller de la saveur fade de la banane à celle de la pêche, la poire, la vanille. La pulpe peut être de couleur blanc crème dans les variétés à la peau verte ou beige-jaune dans les variétés à la peau jaune. Il contient de une à cinq graines qui auraient des propriétés stupéfiantes.
Au cours des 40 dernières années, des expériences approfondies ont été menées sur les graines de la sapote blanche qui ont donné l'identité de nombreux composés pharmacologiquement actifs, comme: la n-méthylhistamine, n-dimethylhistamine, le zapotin et l'histamine.
On sait depuis longtemps que manger le fruit produit de la somnolence, comme indiqué par Francisco Hernandez de Tolède au XVIe siècle.

## Galerie

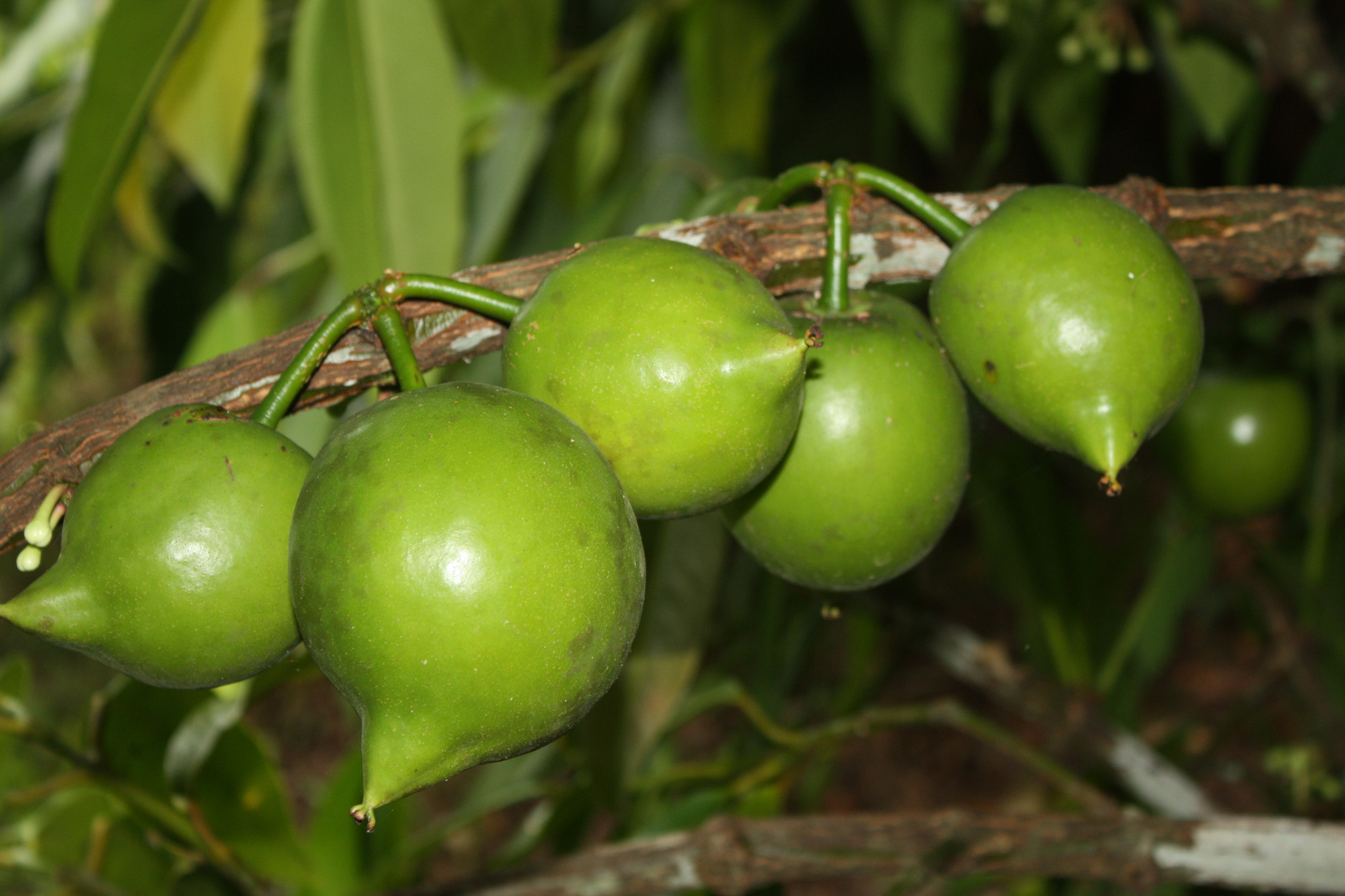
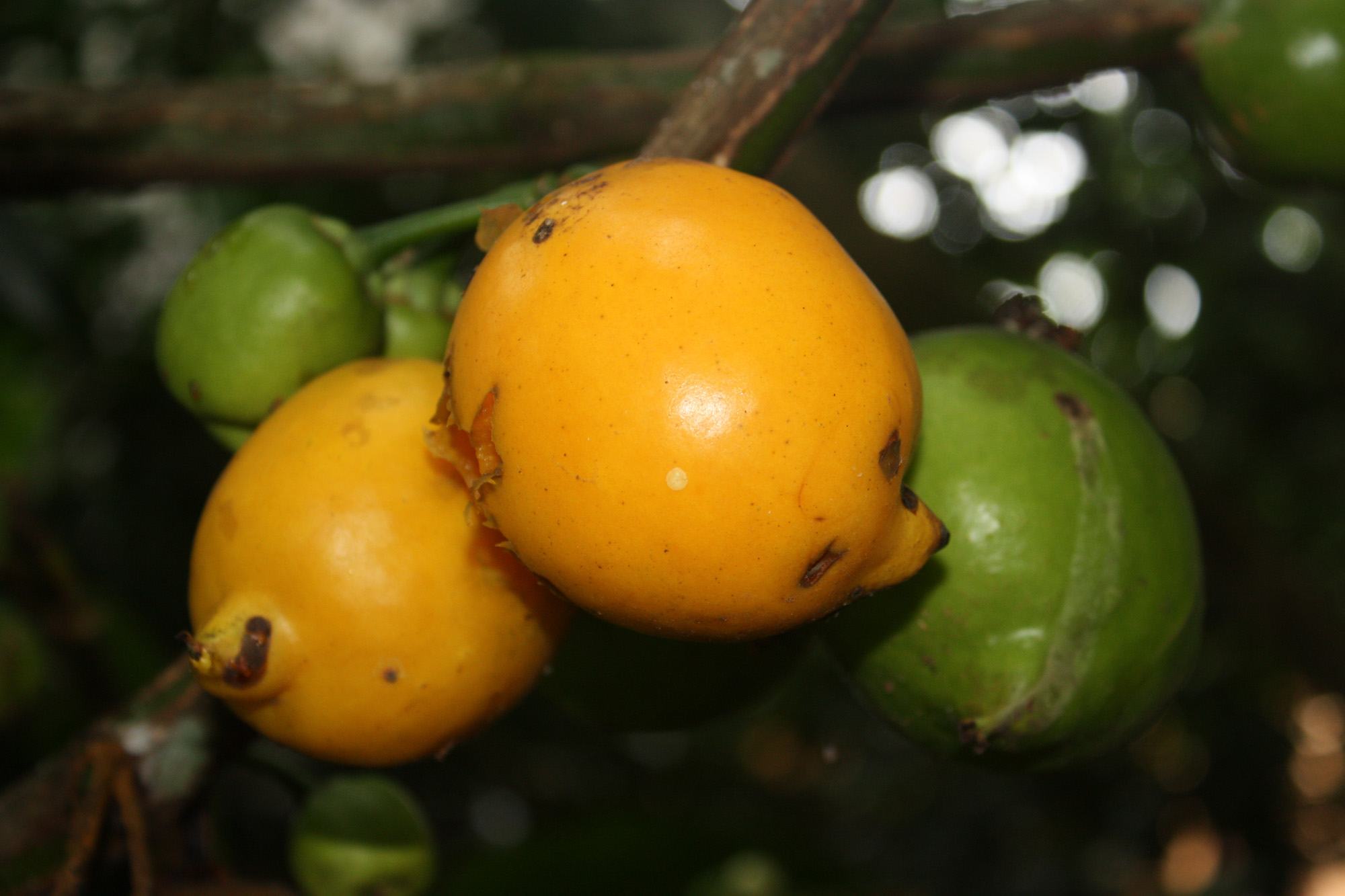